# Marlon López
Marlon Andrés López Moreno (sinh ngày 2 tháng 11 năm 1992) là một cầu thủ bóng đá người Nicaragua thi đấu cho Real Estelí.